# Antennatus sanguineus
Antennatus sanguineus е вид лъчеперка от семейство Antennariidae. Видът е незастрашен от изчезване.

## Разпространение и местообитание
Разпространен е в Гватемала, Еквадор, Колумбия, Коста Рика, Мексико, Никарагуа, Панама, Перу, Салвадор, Хондурас и Чили.
Среща се на дълбочина от 0,5 до 40 m, при температура на водата от 22,3 до 27,7 °C и соленост 32,9 – 35 ‰.

## Описание
На дължина достигат до 8,2 cm.